# Moravský Krumlov
Moravský Krumlov (německy Mährisch Kromau) je město v okrese Znojmo v Jihomoravském kraji, 27 km jihozápadně od Brna na řece Rokytná. Žije zde přibližně 5 700 obyvatel. Jeho historické jádro se i přes těžké poškození na konci 2. světové války stalo městskou památkovou zónou. Jedná se o vinařskou obec ve Znojemské vinařské podoblasti (viniční tratě Vinohrady, Jalovcová hora).
Sousedními obcemi sídla jsou Olbramovice, Lesonice, Ivančice, Jamolice, Vedrovice, Nové Bránice, Rybníky, Trboušany, Dobřínsko a Jezeřany-Maršovice.

## Poloha
Moravský Krumlov leží mezi Jevišovickou pahorkatinou a Dyjsko-svrateckým úvalem. Město leží v kotlině, která je ze tří stran obtékána řekou Rokytnou (takzvaný meandr řeky Rokytné).

## Historie
Region Moravskokrumlovska patří k jedněm z nejdéle stabilně osídlených území vůbec.[zdroj?] Doklady o osídlení pocházejí již z paleolitu. Mimořádně bohaté archeologické území bylo osídleno téměř ve všech obdobích pravěku. Středověké osídlení je spojeno s hradem Rokyten v Rokytné, osídlení samotného města Moravského Krumlova je doloženo archeologickými nálezy ze 13. století. První písemná zmínka o panství a hradu pochází až z roku 1289, ale je pravděpodobné, že město bylo založeno Přemyslem Otakarem II. jako opěrný bod jeho domény.
Místní jméno Krumlov, je zmiňováno v latinsky psaném listě Rudolfa Habsburského z 6. května 1277. Přívlastek „Moravský“ byl přidán kvůli odlišení od Českého Krumlova v polovině 17. století. Označení „krumm“ pochází z němčiny a znamená „křivý“. Je odvozeno od širokého meandru řeky Rokytné.
Roku 1289 stál v místě dnešního zámku hrad, který byl v polovině 13. století majetkem Bočka z Obřan. Smrtí jeho vnuka Smila z Obřan roku 1312 jejich rod vymřel. Poté Moravský Krumlov přešel pod vládu krále Jana Lucemburského, jenž jej dal v roce 1312 do zástavy Jindřichovi z Lipé. Rod pánů z Lipé patřil k nejvýznamnějším rodům v Čechách a na Moravě. Roku 1319 se Jindřich z Lipé stal nejvyšším maršálkem Českého království. Tento úřad zastávali páni z Lipé po staletí a Moravský Krumlov patřil k jejich hlavním mocenským a hospodářským oporám. V roce 1368 hrad a město odkoupil Ješek z Kravař, po něm ho zdědil jeho synovec Beneš z Kravař a Krumlova. Páni z Kravař drželi Moravský Krumlov do roku 1437, kdy ho získali zpět páni z Lipé, kteří ho vlastnili jej až do roku 1622. V roce 1536 přijel na zámek věhlasný lékař a přírodovědec Paracelsus. Sídlil v zámecké věži a léčil Jana III. z Lipé. Za dva roky svého pobytu se mu jej nepodařilo uzdravit, napsal zde však několik významných spisů. Dalším z hostů, který na zámku ošetřoval Čeňka z Lipé, byl v roce 1571 Johannes Crato z Krafftheimu (1519–1585), osobní lékař císařů Ferdinanda I., Maxmiliána II. a Rudolfa II. Za pánů z Lipé byl zámek v druhé polovině 16. století renesančně přestavěn s arkádovým nádvořím o třech podlažích podle projektu italského architekta Leonarda Gara di Bisono. Posledním vlastníkem Moravského Krumlova z pánů z Lipé byl Pertold Bohobud z Lipé. Za jeho rozmařilého života upadlo panství do dluhů. Na zámku byly chovány desítky ušlechtilých koní i exotických zvířat. Byla tu krytá jízdárna a velká obora. Po bitvě na Bílé hoře byl Pertold jako moravský direktor odsouzen k smrti a jeho majetek konfiskován. Před rozsudkem však utekl do exilu, kde zemřel jako žebrák.
Roku 1624[zdroj?] koupil krumlovský majetek od císařské komory za 600 tis. zlatých Gundakar z Liechtensteina. Lichtenštejnům se podařilo, aby krumlovské panství bylo prohlášeno za jejich dědičné knížectví (potvrzeno Ferdinandem II.). Lichtenštejnové pak drželi Moravský Krumlov až do roku 1908. Listinou z 20. června 1644 upravili znak, který vylepšili o svůj erb a knížecí korunu. města, zavedli úřední jazyk němčinu, přáli však rozvoji řemeslnických cechů. Krumlovští Lichtenštejnové si vedli jako dobří hospodáři na svém panství. Gundakar se pokusil město společně s panstvím Uherský Ostroh přeměnit na suverénní knížectví Liechtenstein, ale nezávislé knížectví pro odpor moravských stavů nepřečkalo Gundakarovy nástupce. Lichtenštejnové přetvořili zámecký areál, prováděli dílčí úpravy v jeho interiérech, kde modernizovali obytné prostory, přistavěli zámeckou kapli, založili zámecký park. V Moravském Krumlově pak nechali vystavět kapli svatého Floriána, opravili farní kostel Všech svatých a rovněž i klášterní kostel svatého Bartoloměje.
Po Bílé hoře byl Moravský Krumlov vylidněný, vypálený a rozbořený. V roce 1645 zde drancovala 26 týdnů švédská vojska. 25. dubna 1690 zachvátil město požár a skoro celý Moravský Krumlov vyhořel. Na základě této události byl patronem svatý Florián, kterému byla zasvěcena i nově vybudovaná kaple sv. Floriána v roce 1695 nad městem. 23. listopadu 1805 navštívil zámek Napoleon Bonaparte, táhnoucí se svým vojskem ke Slavkovu. Od 14. června do 30. října 1809 tábořilo u Krumlova asi 10 000 francouzských vojáků. V letech 1866–1867 sem vtrhla pruská vojska při prusko-rakouské válce. V roce 1908 bylo panství Lichtenštejnů prodáno spřízněnému rodu Kinských, kteří jej vlastnili až do roku 1945.
Před druhou světovou válkou bylo město převážně české, i když s německou menšinou, přesto se po Mnichově v roce 1938 dostalo do německého záboru; po válce bylo německojazyčné obyvatelstvo odsunuto.
7. a 8. května 1945 město bombardovala Rudá armáda a při náletu bylo zasaženo 383 domů, z toho 113 zničeno do základů. Po válce se do zámku soustředily úřady z rozbořeného náměstí. Do prvního patra se nastěhoval místní okresní národní výbor, sídlily zde další úřady. Úředníci úřadovali v zámeckém vybavení po Kinských. Mobiliář byl pak později svezen na několik zámků, největší část vybavení je uložena na zámku v Lysicích. Na krumlovském zámku pak sídlila československá armáda, za které hořelo v několika různých zámeckých prostorách, do roku 1963 pak zde byl národní podnik Konekta, který se zabýval zpracováváním zahradního nábytku. Od roku 1963 zde bylo umístěno učiliště s internátem Železničního stavitelství v Brně, které zde sídlilo až do převratu. Po roce 1989 je zámek trvale v soukromých rukách.

## Pamětihodnosti

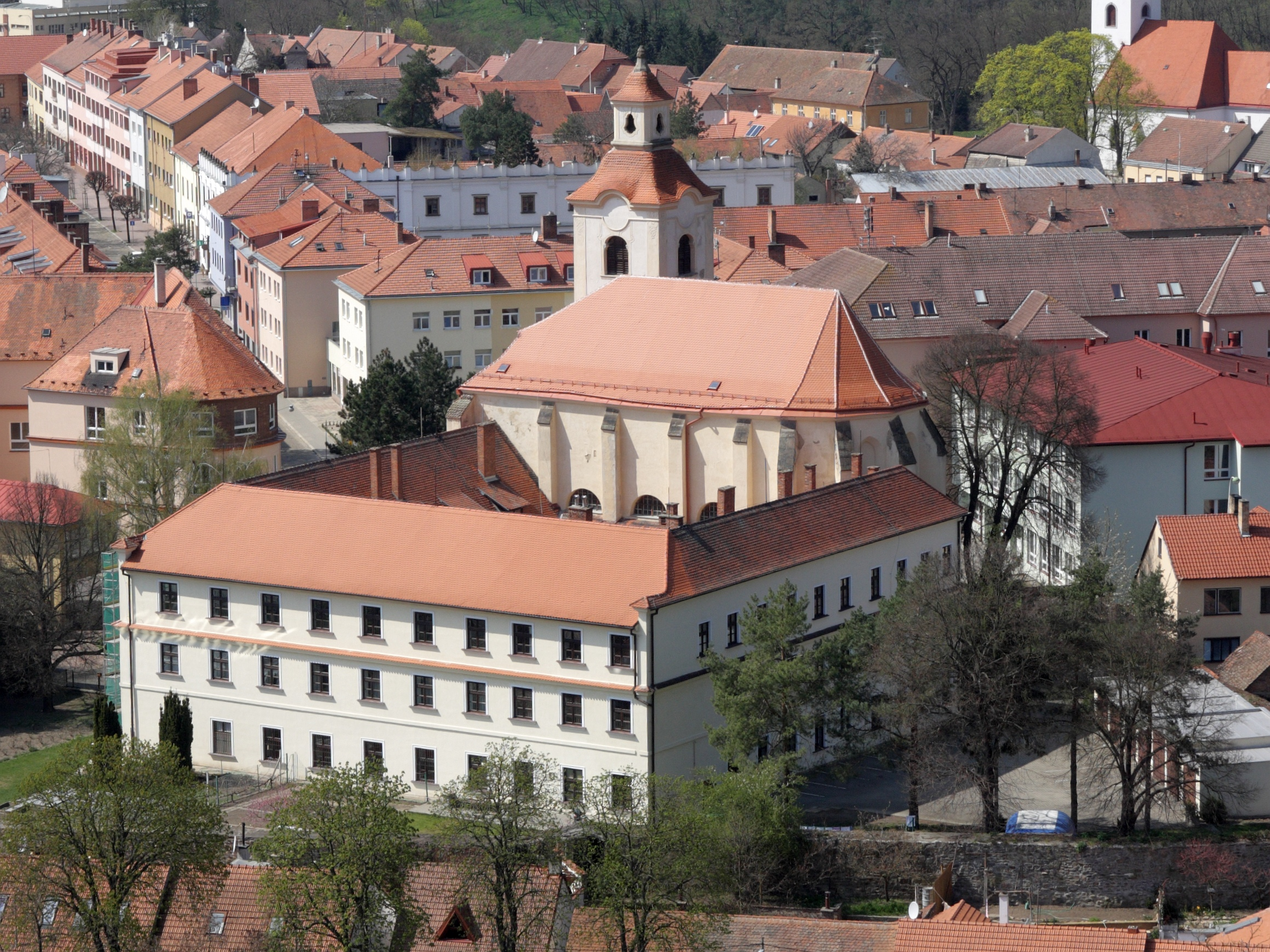
Kostel sv. Bartoloměje s bývalým klášterem

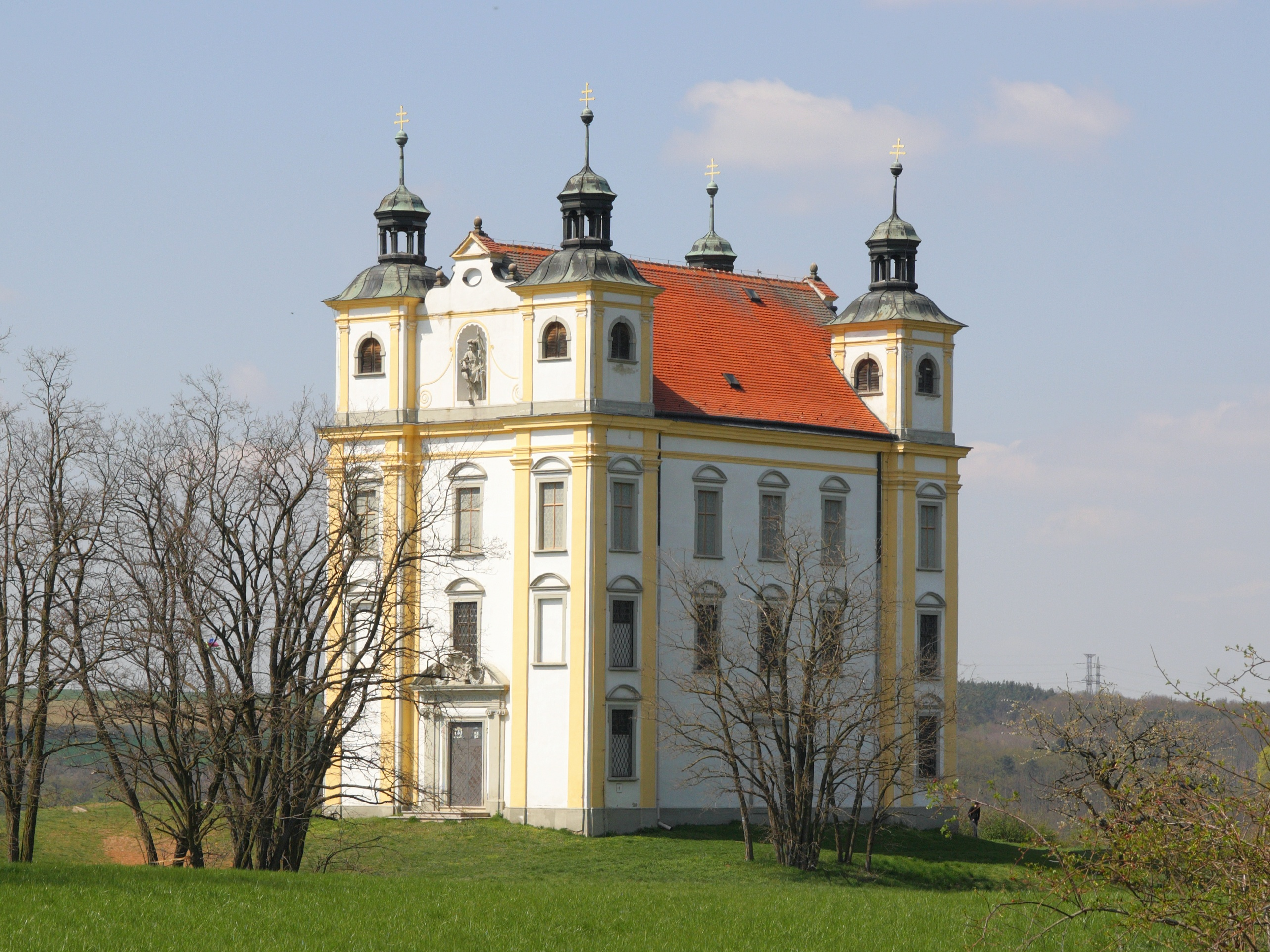
Poutní kaple sv. Floriána

- Zámek v Moravském Krumlově – zámek v severní části města
- Kostel Všech svatých – farní kostel zmiňovaný poprvé roku 1248
- Lichtenštejnská hrobka – klasicistní stavba z roku 1789 opatřená erby Liechtensteinů a Oettingen-Spielbergů. Hrobka byla vystavěna Eleonorou z Liechtensteinu pro ostatky jejího manžela knížete Karla z Liechtensteinu a ostatních členů rodiny. Olejomalbu Krista Pána na kříži zhotovil vídeňský malíř Hubert Maurer.
- Socha sv. Jana Nepomuckého u kostela Všech svatých – socha barokního světce v podživotní velikosti z mušlového vápence z druhé čtvrtiny 18. století
- Klášter s kostelem svatého Bartoloměje - klášter augustiniánů, později paulínů, s kostelem na Klášterním náměstí
- Knížecí dům – nejstarší dochovaný dům na náměstí T. G. Masaryka. Jde o reprezentativní městský palác nižší šlechty, jenž získal svou podobu na počátku 17. století spojením dvou domů. Po roce 1614 připadl dům do majetku manželky majitele panství, Marii z Lipé, poté přešel dům do držby knížete Gundakara z Liechtensteina, který zde pravděpodobně zřídil sídlo pro své úředníky. Roku 1690 vyhořel, v roce 1692 byl opraven, později byl sídlem Městské spořitelny. V letech 1957–1960 prošel rozsáhlou rekonstrukcí, aby zde mohlo být umístěno muzeum Moravský Krumlov, které prostor využívá dodnes společně s Městským kulturním střediskem a soukromými firmami.
- Kaple svatého Floriána – výrazná dominanta východně nad městem. Kaple je zasvěcena sv. Floriánovi, jehož si občané města zvolili po zhoubném požáru v roce 1690 za patrona města. Je postavena ve slohu klasicizujícího baroka. Na hlavním oltáři je Gutweinův obraz sv. Floriána, pod jehož nohama je ve vedutě vyobrazeno město kolem roku 1700. Ke kapli se vztahuje legenda o záchraně života knížete Antonína Floriána z Liechtensteina, pod kterým se splašil kůň. Jako díkůvzdání za záchranu života dal podle pověsti kníže na kopci postavit kapli. Stavba kaple byla prováděna mezi lety 1695 až 1697. Za napoleonských válek byla kaple v roce 1809 zpustošena francouzskými vojáky, až v roce 1834 byla znova vysvěcena. Prvorepublikovou tradici zde mají tradiční poutě na první neděli po svátku sv. Floriána. V jedné z věží jsou uchovávány listiny a písemnosti pro další generace.
- Městské opevnění – částečně dochovaný hradební systém na obvodu vnitřního města, v jádru ze 13. století s pozdějšími úpravami. V roce 1645 bylo pobořeno Švédy. Zajímavý úsek je parkánové zdi s poloválcovitou baštou vybavenou klíčovými střílnami, dále parkán na severním obvodu města. V současnosti dosahuje výše 4–5 m, zeď je z lomového kamene a kvádrů. Součástí opevnění byly i tři brány, ze kterých se částečně dochovala tzv. tulešická brána se znatelným padacím mostem v budově zámku (původní přístup do města), dochovaná tzv. severní brána při pěšině na střelnici v čp. 113 a nedochovaná tzv. rakšická brána s hranolovou věží mezi budovami dnešního gymnázia. Vlastní brána byla po roce 1850 z důvodu rozšíření dopravy zrušena, hranolová pozdě gotická pětipodlažní věž zde stála do roku počátku 20. století.
- Kaple Panny Marie v Rokytné – tzv. Mariánská studánka – romantická centrální stavba s obrazem Panny Marie. Jde o kapli z třetí čtvrtiny 19. století výrazných gotizujících forem stojí na dně úvalu směrem k nádraží. U kaple je postaven gotický almužní sloupek z mušlového vápence, pravděpodobně z 15. století.
- Kostel svatého Vavřince.
- Kostel svatého Leopolda v Rokytné – v jádru pozdně románská jednolodní podélná stavba z pokročilého 13. století, barokizována po roce 1734, s mocnou hranolovou jednopatrovou věží zakončenou jehlanem. Kostel je obehnán ohradní barokizovanou zídkou.
- Židovský hřbitov – Na asi 82 arech se nachází 407 náhrobků, nejstarší z nich pochází z roku 1613. Je zde pohřben i poslední krumlovský rabín Adolf Hahn. Před vstupem je umístěna pamětní deska holocaustu.
- Hradisko Rokyten v Rokytné – hrad, který byl hospodářským a správním centrem v severovýchodní části znojemského údělného knížectví. V Rokytné sídlil velmož, správce hradu, který podléhal znojemskému údělnému knížeti. Jistě zde pobývala přiměřená vojenská družina. Při hradu bývalo tržiště, rozvíjel se obchod a řemesla. S velkou pravděpodobností zde býval také románský kostel, který byl asi jedinou kamennou stavbou. Zánik hradu bývá spojován s trestnou výpravou pražského knížete Vladislava II. proti Konrádu Otovi Znojemskému v roce 1146. Vyvrácení hradiště je doloženo v listině biskupa Jindřicha Zdíka, vydané „po dobytí hradu Rokytná“ v roce 1146. Možná bylo hradiště ještě nakrátko obnoveno a zcela zaniklo až roku 1185.
- Národní přírodní rezervace Krumlovsko-rokytenské slepence – rezervace vyhlášená v roce 2005 o celkové výměře 86,5 ha. Nachází se zde unikátní rostlinná a živočišná společenstva, která se dochovala na geomorfologicky a mikroklimaticky mimořádně zajímavém členitém údolí řeky Rokytné zahloubené v permských slepencích. Rezervace se nachází na rozhraní Boskovické brázda a vyvřelinového masivu Brněnské vrchoviny. Boskovická brázda je zde tvořena Moravskokrumlovskou a Ivančickou kotlinou.
- Kaple Narození Panny Marie – kaple v centru Polánky.
- Jez pod zámkem
- Jez u ulice Pod hradbami

V roce 1950 byla městu zapůjčena plátna Muchovy Slovanské epopeje, jež byla v letech 1963–2011 vystavena na zámku v Rytířském sále a v kapli.

## Osobnosti

### Rodáci a zdejší osobnosti
- Beneš z Kravař a Krumlova († 1398)
- Maxmilián Jakub Mořic z Lichtenštejna (1641–1709), pochován je v loretánské kapli klášterního kostela. Stavbu kaple realizoval v roce 1707.
- Bohumír František Antonín Čermák (1882–1961), architekt a stavitel projektů i v Moravském Krumlově
- Leopold Raimund Čiháček (1842–1929), inženýr, vrchní inspektor Severní dráhy
- Gundakar z Lichtenštejna (1586–1658), majitel panství, zakladatel tzv. malého (Gundakarova) majorátu v Moravském Krumlově
- Jan Jiří Guttwein (?–1718), malíř a mědirytec. Mezi lety 1698–1714 působil v Moravském Krumlově. Autor oltářního obrazu Umučení sv. Bartoloměje v kostele sv. Bartoloměje a veduty města.
- Emanuel Haizl (1867– 1916), vlastenecký činitel a lékař; zemřel zde
- Vilém Haňák (1861–?), pedagog, vlastivědný pracovník v regionu Moravskokrumlovska. Autor svazku Vlastivědy moravské (topografické řady), věnované soudnímu okresu Moravský Krumlov
- Vítězslav Jonáš (* 1955), senátor, starosta
- Jiří Kacetl (* 1976), historik, znojemský politik
- Heinrich Kaniak (1855–1920), právník, vůdce německé politické reprezentace Moravského Krumlova na přelomu 19. a 20. století, starosta města mezi lety 1909–1918
- Arthur Potschka (* 1876 - ?) městský stavitel, autor mnoha projektů staveb a přestaveb ve městě v období začátku 20. století až do 2.sv. války. Po válce byl vzhledem ke svému německému původu odsunut.
- Antonín Kašpárek (1879–1978), stolařský mistr, od roku 1919 člen správní komise a člen zastupitelstva a městské rady za stranu lidovou. Mezi lety 1923 až 1938 starostou Moravského Krumlova.
- Josef Kaufman (1891–1978), klempíř, obchodník, amatérský archeolog, numismatik, sběratel, vlastenec, ředitel Okresního muzea v Moravském Krumlově, průvodce v galerii Muchova Slovanská epopej na zámku v Moravském Krumlově. Za první republiky člen zastupitelstva a člen komise výstavby.
- Irena Kočí (* 1955), poslankyně, správkyně DPS
- Josef Kopřiva (1862–1938?), advokát, působil v Moravském Krumlově od roku 1900. Český vlastenec, funkcionář spolků Národní jednota pro jihozápadní Moravu, Matice Krumlovské aj. Podporovatel a zakladatel české měšťanské školy. Organizátor prohlášení Československa v Moravském Krumlově dne 3. listopadu 1918. Po vzniku ČSR členem národního výboru, vládním komisařem a prvním meziválečným starostou. V roce 1937 mu bylo uděleno čestné občanství města.
- Marie Eleonora z Liechtensteinu (1745–1812), rozená princezna Oettingen-Spielberk; reorganizátorka zámeckého areálu v Moravském Krumlově, stavitelka lichtenštejnské hrobky v Moravském Krumlově po roce 1789, zakladatelka zámeckého parku a tzv. černého tunelu pod parkem. Nechala upravit zámeckou kapli.
- Petr Málek (* 1961), sportovní střelec a olympionik
- Erich Dichtl (*1890 - 1955) německý malíř působící v Rakousku a Německu, syna Adolfa Dichtla učitele v Moravském Krumlově.
- Stanislav Marek (* 1970), fotbalista
- Vladimír Morávek (* 1965), divadelní a filmový režisér
- Jiří Němec (* 1971), zemědělec, komunální politik
- Gustav Obrlik (1905–1943), poslanec
- Mořic Odstrčil (1843–1923), lékař a vlastenecký činitel; zemřel zde
- Plukovník in memoriam Adolf Opálka (1915–1942), československý válečný hrdina, člen skupiny, která se podílela na přípravě a provedení atentátu na Reinharda Heydricha.
- Václav Perek (1859–1940), moravský advokát, národní činitel. Přišel do Moravského Krumlova v roce 1890. Podporoval české spolky a reprezentoval českou komunitu v etnicky smíšeném Krumlově. Byl zakládajícím členem místního Sokola a předsedou místního odboru Národní jednoty pro jihozápadní Moravu.
- František Rydval (1909–1970), kněz, básník a malíř
- Marie Eleonora ze Schwarzenbergu (1812–1873), narozená v Moravském Krumlově jako princezna z Liechtensteinu
- Erich Sloschek (1897–1970), regionální německý historik, autor první historické syntézy o Moravském Krumlově, kurátor muzea v Moravském Krumlově, pedagogický pracovník, úředník
- Josef Staroštík (1908–1994), kulturní a osvětový pracovník, předseda Národní fronty v Moravském Krumlově, kronikář města, zakladatel Moravskokrumlovského zpravodaje, malíř, správce galerie Muchova Slovanská epopej na zámku v Moravském Krumlově a autor třech jejích katalogů.
- Alois Stehlík (1877–1945), učitel, vlastivědný pracovník, paleontolog, první ředitel měšťanské školy v Moravském Krumlově. In memoriam jmenován čestným občanem Moravského Krumlova.
- Hans Tichý (1881–1955), poslanec, senátor, starosta, fotograf
- Antonín Ugwitz (1854–1907), učitel, vlastenec, spolkový pracovník
- Drahomíra Vihanová (1930–2017), filmová režisérka a scenáristka
- Libor Zelníček (* 1965), fotbalista, trenér
- Dagmar Zvěřinová (* 1953), manažerka, senátorka

### Starostové
- Michael Warneke (1902–1909), německý starosta
- Heinrich Kaniak (1909–1919), kategoricky vystupoval proti zřízení české měšťanské školy v Moravském Krumlově
- dr. Josef Kopřiva, po roce 1919 první poválečný starosta, ale kvůli intervenci německých radních vzdal se svého úřadu.
- Josef Brothánek
- Richard Filla
- Antonín Kašpárek (1925–1929)
- Antonín Kašpárek (1929–1935)
- Antonín Kašpárek (1935 – 8. října 1938)
- JUDr. Štěpán Grohschmiedt, povoláním advokát a právni poradce hraběte Rudolfa Kinského
- Ladislav Svoboda (1989-1992)
- Jiří Brauner (1992-1998)
- Bartoloměj Pitlach (1998–2002)
- Bartoloměj Pitlach (2002–2006), dirigent Smíšeného pěveckého sboru Karla Němečka.
- Jaroslav Mokrý (2006–2010)

Současným starostou je od roku 2010 Mgr. Tomáš Třetina.
Předchozím starostou byl Jaroslav Mokrý (* 1. listopad 1945). Do funkce byl zvolen v roce 2006. Stál v čele petiční akce proti přestěhování Muchovy Slovanské epopeje ze zámku v Moravském Krumlově do Prahy. V roce 2008 neúspěšně kandidoval do krajského zastupitelstva Jihomoravského kraje za ODS.

## Místní části
- Moravský Krumlov (v k. ú. Moravský Krumlov)
- Polánka (v k. ú. Polánka u Moravského Krumlova)
- Rakšice (v k. ú. Moravský Krumlov)
- Rokytná (v k. ú. Rokytná)

V roce 1919 se součástí Moravského Krumlova staly Rakšice (včetně osady Durdice). Z rakšického katastrálního území byl již v roce 1874 vyčleněn samostatný katastr s názvem Moravský Krumlov II, tvořící neobydlené zalesněné území východně od železniční stanice, směrem k Budkovicím, severně od cesty do Maršovic. Roku 1964 byla k Moravskému Krumlovu přičleněna Rokytná a v roce 1976 Polánka. V roce 1979 byly katastry Rakšice a Moravský Krumlov II zrušeny a jejich plocha začleněna ke katastrálnímu území Moravský Krumlov.
Mezi lety 1980 a 1990 byly součástí Moravského Krumlova také Dobelice, Dobřínsko a Rybníky.

## Okres Moravský Krumlov
Až do roku 1960 byl Moravský Krumlov okresem, který čítal následující obce:
Běhařovice •
Biskoupky •
Bohutice •
Branišovice (Vinohrádky) •
Budkovice •
Čermákovice •
Damnice •
Dobelice •
Dobronice •
Dobřínsko •
Dolenice •
Dolní Dubňany •
Dukovany •
Džbánice •
Heřmanice u Rouchovan •
Horní Dubňany •
Horní Kounice •
Hostěradice •
Hrubšice •
Chlupice •
Jamolice •
Jezeřany •
Jiřice •
Kadov •
Kašenec •
Křepice •
Kubšice •
Lesonice •
Loděnice •
Maršovice •
Medlice •
Miroslav (Václavov) •
Miroslavské Knínice •
Míšovice •
Morašice •
Našiměřice •
Olbramovice (Babice •Lidměřice •Želovice) •
Petrovice •
Polánka (Moravský Krumlov) •
Přeskače •
Ratišovice •
Rešice (Kordula) •
Rokytná •
Rouchovany •
Rybníky •
Řeznovice •
Skalice •
Skryje nad Jihlavou (Lipňany) •
Stupešice •
Suchohrdly •
Šemíkovice •
Šumice (okres Brno-venkov) •
Tavíkovice •
Trnové Pole •
Trstěnice •
Tulešice •
Vedrovice •
Vémyslice •
Višňové •